# Festival slovenske domoljubne pesmi Mati Domovina
Festival slovenske domoljubne pesmi Mati Domovina (Festival SKUD Mati Domovina) je festival slovenske domoljubne pesmi, katerega ustanovitelj in direktor je Tone Krkovič.

## O festivalu
V sodelovanju z RTV Slovenija so festival izvedli prvič leta 2012 v športni dvorani v Kočevju, kar ni naključje, saj je 17. decembra 1990 prav tam prvič zadišalo po Slovenski vojski.
Krkovič je tudi avtor pesmi Mati Domovina, katero je spesnil v čast 20-letnici samostojne Slovenije, in po kateri je festival dobil tudi ime.
Ob bok festivalskim izvedbam je izšel v več knjigah tudi zbornik z notnimi zapisi priredb in besedili izvajanih pesmi ter CD s klavirsko spremljavo.

## Izvedbe
| # | Datum             | Edicija                    | Kraj      | Prizorišče                       | Umetniški vodja | TV                | Pov.          |
| - | ----------------- | -------------------------- | --------- | -------------------------------- | --------------- | ----------------- | ------------- |
| 1 | 16. december 2012 | Festival Mati Domovina I   | Kočevje   | ŠD Kočevje                       | Tomaž Habe      | 19. december 2012 | [ 3 ] [ 4 ]   |
| 2 | 17. december 2013 | Festival Mati Domovina II  | Grosuplje | ŠD Brinje                        | Patrik Greblo   | 21. december 2013 | [ 5 ] [ 6 ]   |
| 3 | 18. december 2014 | Festival Mati Domovina III | Ljubljana | Cankarjev dom                    | Patrik Greblo   | 26. december 2014 | [ 7 ] [ 8 ]   |
| 4 | 17. december 2015 | Festival Mati Domovina IV  | Ljubljana | Cankarjev dom                    | Patrik Greblo   | 26. december 2015 | [ 9 ] [ 10 ]  |
| 5 | 21. december 2016 | Festival Mati Domovina V   | Ljubljana | Slovenska filharmonija           | Patrik Greblo   | 26. december 2016 | [ 11 ] [ 12 ] |
| 6 | 20. december 2018 | Festival Mati Domovina VI  | Ljubljana | Konservatorij za glasbo in balet |                 |                   | [ 13 ] [ 14 ] |
| 7 | 24. junij 2019    | Festival Mati Domovina VII | Kočevje   | ŠD Kočevje                       |                 | 25. junij 2019    | [ 15 ] [ 16 ] |